# Renaud II de Brederode

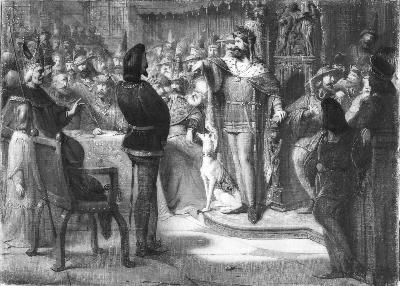
Renaud se défend devant le concile de la Toison d'or en 1472. Dessin Barend Wijnveld.

Renaud II de Brederode (en néerl. Reinoud van Brederode) (Santpoort, 1415 - Vianen, 16 octobre 1473) était seigneur de Vianen, Ameide, Lexmond, Heicop et Boeicop, Meerkerk, Tienhoven, Twaalfhoven, burgrave d'Utrecht et chevalier de l'ordre de la Toison d'or.

## Biographie
Renaud est un fils de Walrave Ier de Brederode et Johanna van Vianen. Son père est mort quand il était jeune. Son oncle Guillaume de Brederode (nl) a agi comme tuteur pour lui jusqu'à ce qu'il soit officiellement nommé seigneur à l'âge de la majorité en 1438. Renaud II de Brederode est mentionné pour la première fois en 1440 dans le cadre du transfert de propriétés dans le Gooi. L'année suivante, lui et son frère Gilbert de Brederode vendirent une partie de la seigneurie de Gennep. En 1453, lui et son frère Gilbert contribuèrent à la soumission des Gantois à Philippe le Bon.
En 1445, il rejoignit l'Ordre de la Toison d'or et fut également nommé burgrave d'Utrecht. Renaud est venu en aide à son frère Gilbert dans sa dispute épiscopale avec David de Bourgogne, qui a dégénéré en guerre d'Utrecht (nl) de 1456 à 1458. Mais David réussit a les faire prisonnier, lui et son frère, en 1470. Durant leur captivité, ils sont soumis à la torture. Charles le Téméraire intervient et  lui rend sa liberté, mais Renaud gardera des séquelles de sa captivité.
Renaud épousa Elisabeth ou Lijsbeth Willems vers 1440. De nombreux enfants sont nés de ce mariage, mais ce mariage n'a jamais été considéré comme légal, de sorte que les enfants étaient considérés comme des bâtards. Vers 1458, Renaud épousa Yolande de Lalaing (vers 1422-1497), fille de Guillaume de Lalaing et de Johanna van Créquy, dame de Bignicourt.

## Progéniture
De son union avec Élisabeth ou Lijsbeth Willems, naquirent :
- Walrave de Brederode (nl) ± 1440-?
- Reinier de Brederode ± 1444-± 1481
- Henri de Brederode ± 1447-?
- Jehan de Brederode ± 1450-?
- Jehan de Brederode ± 1452-?
- Jehanne de Brederode ± 1455-?
- Joost de Brederode ± 1457-?

De son mariage avec Yolande de Lalaing, sont issus les enfants suivants :
- Josina de Brederode ± 1458-?
- Jehanne de Brederode ± 1459-?
- Walravina de Brederode ± 1460-± 1500
- Anne de Brederode ± 1461-?
- Walrave II de Brederode 1462-1531, son successeur
- François de Bréderode 1465-± 1490, connu pour la guerre du jonker Frans (nl).
- Yolande de Brederode ± 1467-?

## Sources
- Biographie dans le Nieuw Nederlandsch biografisch woordenboek. Tome 10 (1937)
- Johannes a Leydis, Opusculum de gestis regalium abbatum monasterii sancti Athalberti ordinis sancti Benedicti in Egmonda (écrit entre 1477 et 1484).
- Willem Procurator, Kroniek (vertaald door Marijke Gumbert-Hepp; J.P. Gumbert (ed.)), Hilversum, Uitgeverij Verloren, 2001,  (ISBN 90-6550-662-4)
- Nederlandsche leeuw 1960